# Aleš Nagode
Aleš Nagode, slovenski muzikolog in pedagog, * 1967.
Trenutno (2006/07) predava na Oddelku za muzikologijo Filozofske fakultete Univerze v Ljubljani.